# Mesone D
I mesoni D sono le particelle più leggere contenenti quark charm e spesso vengono studiati per migliorare la comprensione dell'interazione debole. I mesoni D strange (Ds) venivano definiti "mesoni F" prima del 1986.

## Visione d'insieme
I mesoni D vennero scoperti nel 1976 dal gruppo di Gerson Goldhaber e Fraincois Pierre allo Stanford Linear Accelerator Center. I primi ad essere osservati furono i mesoni D neutri che venivano prodotti tramite collisioni fra elettroni e positroni e osservati nel decadimento in un mesone K e uno o tre pioni ({\displaystyle D\rightarrow K^{\pm }\pi ^{\mp }}o {\displaystyle D\rightarrow K^{\pm }\pi ^{\mp }\pi ^{\pm }\pi ^{\mp }}). 
Dato che il mesone D è il mesone più leggero contenente un unico quark charm, per decadere il suo quark charm deve decadere in un altro quark. I decadimenti dei quark hanno luogo tramite l'interazione debole. Nei mesoni D, il quark charm cambia in un quark strange con una particella W e dunque decade prevalentemente in kaoni (che contengono quark strange) e pioni.

## Lista dei mesoni D
| Nome della Particella | Simbolo della particella | Simbolo dell'antiparticella | Quark contenuti | Massa a riposo (MeV/c2) | IG  | JPC | S  | C  | B' | Vita media (s)        | Comunemente decade in (>5% di decadimenti) |
| --------------------- | ------------------------ | --------------------------- | --------------- | ----------------------- | --- | --- | -- | -- | -- | --------------------- | ------------------------------------------ |
| Mesone D              | D+                       | D-                          | cd              | 1.869,62 ± 0,20         | 1/2 | 0−  | 0  | +1 | 0  | 1,040 ± 0,007 × 10−12 | Vedi modi di decadimento D+                |
| Mesone D              | D⁰                       | D⁰                          | cu              | 1.864,84 ± 0,17         | 1/2 | 0−  | 0  | +1 | 0  | 4,101 ± 0,015 × 10−13 | Vedi modi di decadimento D⁰                |
| Mesone D strange      | D+s                      | D⁻s                         | cs              | 1968,49 ± 0,34          | 0   | 0−  | +1 | +1 | 0  | 5,00 ± 0,07×10−13     | Vedi modi di decadimento di D+s            |
| Mesone D eccitato     | D*+ (2010)               | D*- (2010)                  | cd              | 2.010,27,62 ± 0,17      | 1/2 | 1−  | 0  | +1 | 0  | 6,9 ± 1,9 × 10−21     | D⁰ + π+ o D+ + π⁰                          |
| Mesone D eccitato     | D*⁰ (2007)               | D*⁰ (2007)                  | cu              | 2.006,97 ± 0,19         | 1/2 | 1−  | 0  | +1 | 0  | >3,1 × 10−22          | D⁰ + π⁰ o D⁰ + γ                           |